# Mirosław Copija
Mirosław Piotr Copija (ur. 1 sierpnia 1965 w Bielsku-Białej) – polski hokeista, olimpijczyk.

## Życiorys
Jeden z najlepszych polskich napastników. W lidze w latach 1984–2002 wystąpił w 659 meczach, co daje mu trzecie miejsce w historii polskiego hokeja. Zdobył w nich 310 bramek. Reprezentował barwy GKS Tychy, Podhala Nowy Targ i SMS Warszawa. Siedem razy zdobywał mistrzostwo Polski.
Wyniki badań próby antydopingowej przeprowadzonej 17 grudnia 1991 wykazały obecność środków antydopingowych w jego organizmie, za co w styczniu 1992 został ukarany przez PZHL zawieszeniem i odsunięciem od kadry Polski, zaś sam zaprzeczył, iż świadomie zastosował doping. Decyzją Wydziału Gier i Dyscyplin PZHL z 14 marca 1992 został ukarany dyskwalifikacją w okresie 12 miesięcy, zaś kara była liczona od momentu przeprowadzenia kontroli tj. 17 grudnia 1991 (tak samo zostali wówczas ukarani Piotr Podlipni i Janusz Syposz).
W latach 1986–1995 w reprezentacji Polski wystąpił 101 razy, strzelając w niej 20 bramek. Był uczestnikiem turnieju olimpijskiego w Calgary w 1988 oraz sześciu turniejów o Mistrzostwo Świata.
W 2010 w wieku 45 lat wznowił karierę sportową i od tego czasu występował w norweskim IV-ligowym klubie Skien Ishockeyklubb.

## Sukcesy
Reprezentacyjne
- Awans do Grupy A mistrzostw świata: 1991